# 筒井民次郎
筒井 民次郎（つつい たみじろう、1875年〈明治8年〉11月19日 - 1941年〈昭和16年〉1月28日）は、日本の政治家。衆議院議員（2期）。

## 経歴
大阪府大阪市出身。筒井善右衛門の二男として生まれ、1909年（明治42年）3月、筒井ミツの跡を相続した。塩商を営む。大阪府会議員、同市部会議長、借地借家調停委員、大阪税務監督局管内所得審査委員、同相続税審査委員、同所得調査委員となる。
泊園書院で学び、1924年の第15回衆議院議員総選挙において大阪1区から政友本党公認で立候補して当選。翌年、選挙法違反により議員を退職となるも、1926年の補欠選挙で復帰した。1928年の第16回衆議院議員総選挙において大阪1区から立憲民政党公認で立候補したが落選した。1941年死去。